# Голд-стрит (Манхэттен)
Голд-стрит (англ. Gold Street) — улица в Нижнем Манхэттене, Нью-Йорк. На юге улица ограничивается Мейден-Лейн, на севере — Франкфорт-стрит. Движение на участке между Мейден-Лейн и Фултон-стрит является односторонним. Параллельно Голд-стрит на западе проходит Уильям-стрит.
На холме, по которому была проложена улица, раньше произрастал чистотел. По нему голландцы назвали холм Гаувенберг (нидерл. Gouwenberg). Впоследствии британцы англифицировали название в Голден-Хилл (англ. Golden Hill, дословно — «золотой холм»). По этому названию холма улица и получила своё имя. Изначально Голд-стрит была дорогой, ведущей от Мейден-Лейн до загородного пастбища. 19 января 1770 года на нём произошла битва между британскими солдатами и представителями организации «Сыны свободы». В XVII—XVIII веках на Голд-стрит находилась первая в Нью-Йорке баптистская церковь.
Ныне на Голд-стрит расположены муниципальные здания, такие как Министерство жилищного строительства, планирования и развития (Голд-стрит, 100) и 6-е пожарное депо Нью-Йорка (пересечение с Бикман-стрит), а также жилые здания, среди которых оформленное в стиле романского возрождения здание 1888 года постройки, принадлежавшее компании Excelsior Power Company.

## Галерея

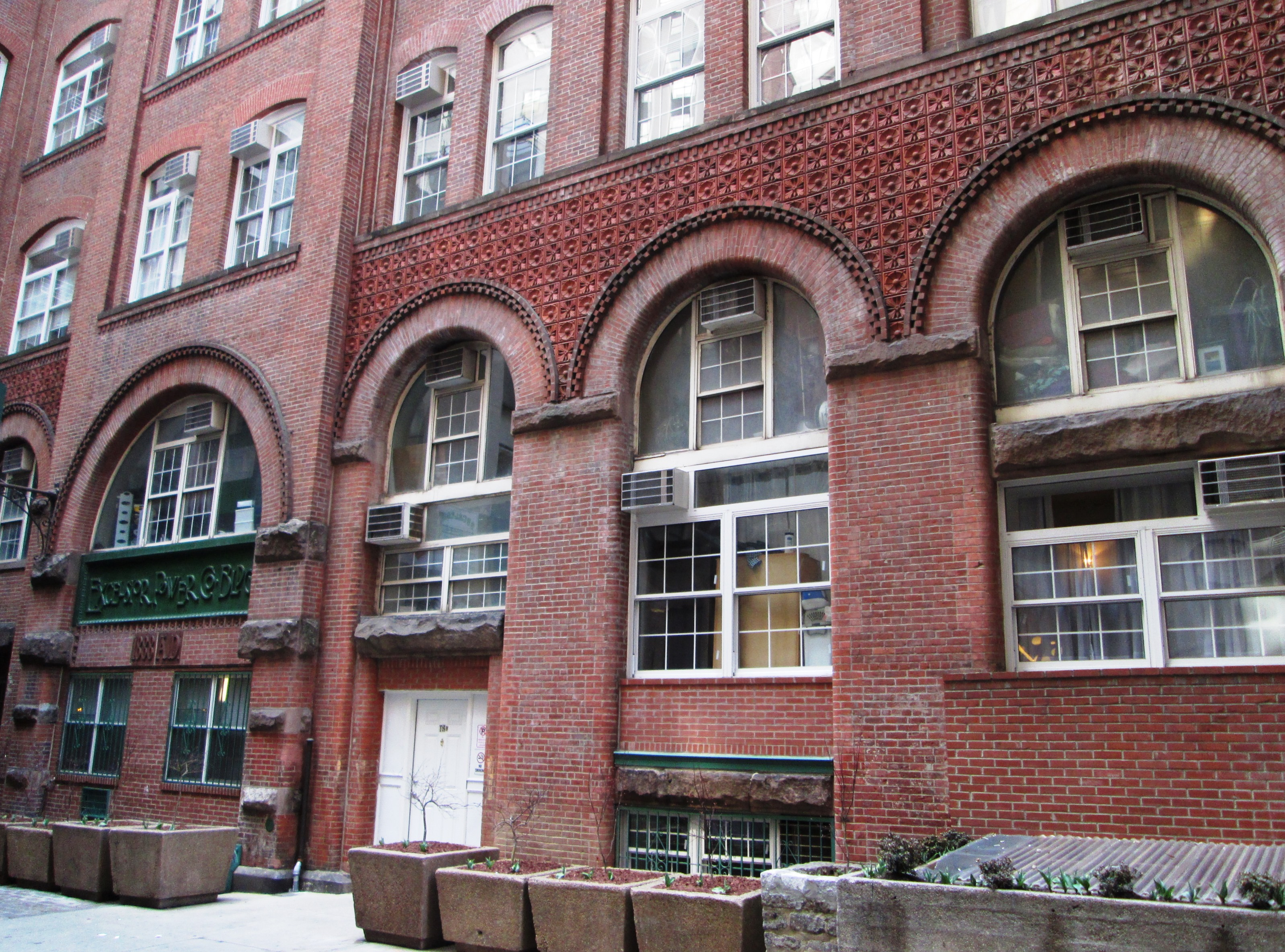
Бывшее здание Excelsior Power Company
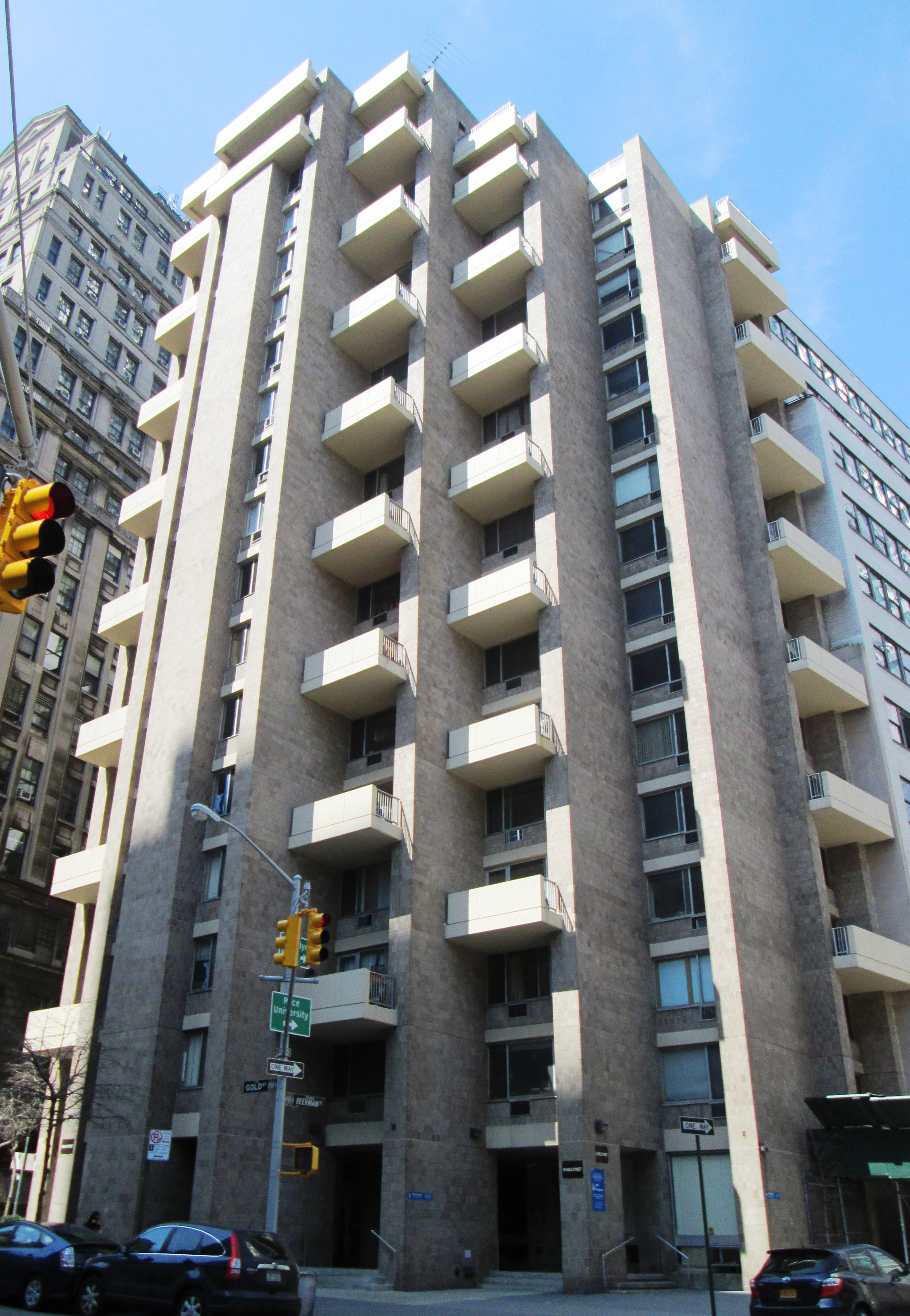
Клиника на Голд-стрит, 69